# هانس تروپش
هانس تروپش (آلمانی: Hans Tropsch؛ ۷ اکتبر ۱۸۸۹ – ۸ اکتبر ۱۹۳۵) یک شیمی‌دان در زمینه شیمی آلی اهل آلمان بود.